# UEFA-sportszerűségi ranglista
Az UEFA-sportszerűségi ranglistát (angolul: UEFA Fair Play Ranking) az Európai Labdarúgó-szövetség (UEFA) vezette be és használja 1995 óta, mely három helyet biztosít Európa második legrangosabb kupájában, az Európa-ligában (korábban UEFA-kupa).

## Célja
A ranglista elsődleges célja, hogy a labdarúgókat, szakvezetőket és szurkolókat egyaránt sportszerűségre ösztönözze, és az Európa-ligában fenntartott három helyre csapatokat soroljon.

## A ranglista rendszere
Az Európai Labdarúgó-szövetséghez (UEFA) tartozó nemzeti szövetségek minden labdarúgócsapata – legyen az válogatott vagy klubcsapat – befolyásolja nemzete sportszerűségi megítélését, amelyet pontrendszerben mérnek. Az UEFA szervezésében lebonyolított minden mérkőzést – legyen az válogatott- vagy klubszintű – figyelembe vesznek, a mérkőzéseken szerzett pontszámok összegéből határozzák meg a sportszerűségi ranglistát. A ranglista elszámolási időszaka minden év június 1-jétől következő év május 31-ig tart, szempontjait az alapvető sportszerűségi tényezők határozzák meg.

### Sportszerűségi szempontok
A csapatok sportszerűségi megítélésével kapcsolatban a következő szempontokat támasztották:
- Sárga és piros lapok: Ha egy csapat egyetlen játékosa sem kapott semmilyen figyelmeztető lapot, úgy a csapat 10 sportszerűségi pontot szerez, amelyet minden sárga lap 1 ponttal, minden piros lap 3 ponttal csökkent. Amennyiben a piros lap második sárga lap után került felmutatásra, úgy a második sárga lapért járó 1 sportszerűségi pont nem kerül levonásra, ellenben ha egy sárga lapos játékos második sárga lapos figyelmeztetés nélküli szabálytalanságot vét, úgy az első sárga lap 1 sportszerűségi pontja és a piros lapért járó 3 pont egyaránt levonásra kerül. Az összpontszám negatív értékű is lehet.
- Pozitív játékstílus: pozitív játékstílusért minimum 1, maximum 10 pont adható.

Pozitívnak minősül például a támadó szellemű taktika, a lendületes játék, a gólhelyzetek sorozatos kialakítása és az abból született gólok száma.
Negatívnak minősül például a romboló szellemű játékstílus, az időhúzás, a színészkedés stb.
- Az ellenfél tisztelete: maximum 5, minimum 1 pont adható. Ide tartozik például a sérülés miatt sportszerűen megszakított játék, illetve az ezt követő labda-visszadobás(-rúgás) stb.
- A labdarúgó-játékvezető tisztelete: maximum 5, minimum 1 pont adható.
- A szakvezetők, csapat-képviselők viselkedése: maximum 5, minimum 1 pont adható.
- A szurkolók viselkedése: maximum 5, minimum 1 pont adható. Kivételt képez a botrányos szurkolói magatartás és a szurkolói rendbontás, amely a szempont eltörlését is jelentheti. Ebben az esetben az összpontszám csak 35 lehet.

### Sportszerűségi pontszám
A sportszerűségi pontszám a szempontok alapján szerzett pontok összege és a maximálisan szerezhető összpontszám (40, vagy 35) hányadosának tízszereséből adódik, így az eredmény egy 0 és 10 közötti érték lesz.

## Kiválasztási rendszerek

### Régi rendszer
1995-től 2008-ig csak a sportszerűségi ranglista-győztes nemzet egy csapatának biztosítottak indulási lehetőséget az UEFA-kupában. A másik két helyre a nemzeteket sorsolással választották ki azok közül, amelyeknek megvolt a szükséges mérkőzésszámuk, illetve sportszerűségi pontjuk meghaladta a 8-as értéket.

### Új rendszer
Az Európa-liga 2009-es megalapításával a kiválasztási rendszert felülbírálták és módosították, a korábbi sorsolási rendszert eltörölték. Az új rendszerben a sportszerűségi ranglista első három helyezett nemzetének abban az esetben biztosítanak egy-egy helyet az Európa-liga első selejtezőkörében, ha az adott nemzet rendelkezik a szükséges mérkőzésszámmal, illetve a nemzet sportszerűségi pontjainak értéke legalább 8. Az adott kritériumoknak megfelelő nemzetek labdarúgó-szövetségei egy-egy olyan csapatot nevezhetnek, amely a legmagasabb pozíciót foglalja el hazája sportszerűségi ranglistáján, illetve nem szerzett jogot sem az bajnokok ligájában, sem az Európa-ligában való indulásra.

## Az UEFA-sportszerűségi ranglista eddigi győztesei
| Év   | Győztes nemzet   | Jelölt csapat       | Sorsolt csapatok    | Sorsolt csapatok | Sorsolt csapatok    | Sorsolt csapatok    | Megjegyzések  |
| Év   | Győztes nemzet   | Jelölt csapat       | Nemzet              | Jelölt csapat    | Nemzet              | Jelölt csapat       | Megjegyzések  |
| ---- | ---------------- | ------------------- | ------------------- | ---------------- | ------------------- | ------------------- | ------------- |
| 1995 | Norvégia         | Viking              | Anglia              | Leeds United     | Luxemburg           | Avenir Beggen       | [ 1 ]         |
| 1996 | Svédország       | Malmö FF            | Oroszország         | CSZKA Moszkva    | Finnország          | Jazz Pori           | [ 1 ]         |
| 1997 | Norvégia         | Brann               | Anglia              | Aston Villa      | Svédország          | Örebro SK           | [ 1 ]         |
| 1998 | Anglia           | Aston Villa         | Finnország          | FinnPa Helsinki  | Norvégia            | Molde FK            | [ 1 ]         |
| 1999 | Skócia           | Kilmarnock FC       | Norvégia            | Bodø/Glimt       | Észtország          | Viljandi Tulevik    | [ 1 ]         |
| 2000 | Svédország       | IFK Norrköping      | Belgium             | Lierse SK        | Spanyolország       | Rayo Vallecano      | [ 1 ]         |
| 2001 | Fehéroroszország | Sahcjor Szalihorszk | Finnország          | MYPA             | Szlovákia           | Matador Púchov      | [ 1 ]         |
| 2002 | Norvégia         | Brann               | Anglia              | Ipswich Town     | Csehország          | Sigma Olomouc       | [ 2 ]         |
| 2003 | Anglia           | Manchester City     | Franciaország       | RC Lens          | Dánia               | Esbjerg fB          | [ 3 ]         |
| 2004 | Svédország       | Östers              | Örményország        | Mika             | Ukrajna             | Illicsivec Mariupol | [ 4 ]         |
| 2005 | Norvégia         | Viking              | Németország         | Mainz 05         | Dánia               | Esbjerg fB          | [ 5 ]         |
| 2006 | Svédország       | Gefle               | Belgium             | KSV Roeselare    | Norvégia            | Brann               | [ 6 ]         |
| 2007 | Svédország       | Häcken              | Finnország          | MYPA             | Norvégia            | Lillestrøm SK       | [ 7 ] [ 8 ]   |
| 2008 | Anglia           | Manchester City     | Németország         | Hertha           | Dánia               | Nordsjælland        | [ 10 ] [ 11 ] |
| Év   | Győztes nemzet   | Jelölt csapat       | 2. helyezett nemzet | Jelölt csapat    | 3. helyezett nemzet | Jelölt csapat       |               |
| 2009 | Norvégia         | Rosenborg           | Dánia               | Randers FC       | Skócia              | Motherwell FC       | [ 12 ]        |
| 2010 | Svédország       | Gefle               | Dánia               |                  | Finnország          | MYPA                |               |

Megjegyzések
- Az Európa-liga bevezetésével és a kiválasztási rendszer felülbírálásával 2009-től már nem csak a sportszerűségi lista-győztes nemzet, hanem a második harmadik helyezett is egy-egy csapatot nevezhet, amennyiben a nemzet rendelkezik a szükséges mérkőzésszámmal, illetve sportszerűségi pontjainak értéke legalább 8. Az 1995-től 2008-ig érvényben lévő sorsolási rendszert megszüntették.
- A félkövéren írt csapatok az adott évben első helyen végeztek hazájuk sportszerűségi ranglistáján.